# Evolute

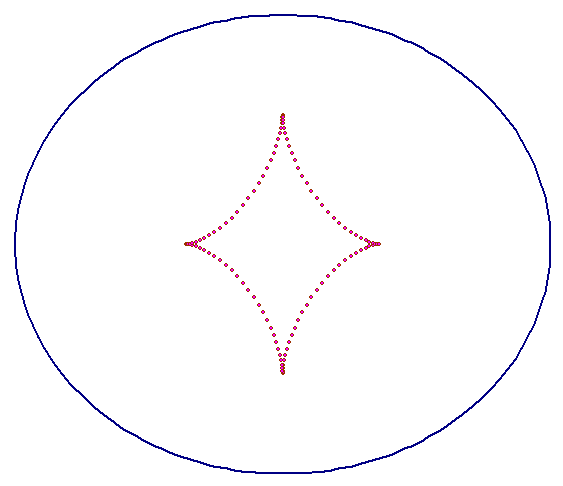

In de vlakke meetkunde noemt men de evolute van een gladde kromme, de meetkundige plaats (verzameling) van alle plaatselijke krommingsmiddelpunten van die kromme.
Als {\displaystyle C} een gladde kromme is met kromtestraal overal verschillend van 0 en oneindig, en {\displaystyle E} is de evolute van {\displaystyle C}, dan is {\displaystyle C} een evolvente van {\displaystyle E}. Omgekeerd geldt dat de evolute van een evolvente, weer de oorspronkelijke kromme is. Als de kromtestraal van {\displaystyle C} een gewoon lokaal minimum of maximum bereikt, heeft de evolute van {\displaystyle C} een singulier punt dat eruitziet als een doorn.
De kromtestraal in de ellips in de figuur bereikt vier lokale extrema, telkens op de snijpunten met de coördinaat-assen. Daarmee komen vier singuliere punten op de evolute overeen, in de figuur zichtbaar als scherpe uitsteeksels of doornen. De punten van het vlak die binnen de evolute liggen, hebben twee lokale minima voor de afstand tot de ellips. De punten die buiten de evolute liggen, hebben maar één zo'n lokaal minimum. De evolute van de parabool is de semikubische parabool.
Als {\displaystyle C} een gladde convexe gesloten kromme is met overal eindige kromtestraal, dus zonder rechte stukken, en {\displaystyle P} is een punt van het vlak dat niet op de evolute van {\displaystyle C} ligt, dan heeft de afstand van {\displaystyle C} tot {\displaystyle P} een eindig aantal lokale minima, en dit aantal is één meer dan de absolute waarde van het windingsgetal van de evolute van {\displaystyle C} om {\displaystyle P} heen.